# Cantón de Joyeuse
El cantón de Joyeuse era una división administrativa francesa, que estaba situada en el departamento de Ardecha y la región de Ródano-Alpes.

## Composición
El cantón estaba formado por dieciséis comunas:
- Beaulieu
- Chandolas
- Faugères
- Grospierres
- Joyeuse
- Labeaume
- Lablachère
- Payzac
- Planzolles
- Ribes
- Rosières
- Sablières
- Saint-Alban-Auriolles
- Saint-André-Lachamp
- Saint-Genest-de-Beauzon
- Vernon

## Supresión del cantón de Joyeuse
En aplicación del Decreto nº 2014-148 de 13 de febrero de 2014, el cantón de Joyeuse fue suprimido el 22 de marzo de 2015 y sus 16 comunas pasaron a formar parte; trece del nuevo cantón de Les Vans y tres del nuevo cantón de Vallon-Pont-d'Arc.